# Bon Appétit (Lied)
Bon Appétit ist ein Lied der US-amerikanischen Sängerin Katy Perry aus dem Jahre 2017, welches sie zusammen mit dem Raptrio Migos aufnahm. Die zweite Single ihres fünften Studioalbums Witness wurde von Max Martin, Shellback und Oscar Holter produziert, sowie von allen beteiligten Interpreten und Produzenten gemeinsam mit Ferras geschrieben.

## Hintergrund
Im Vorfeld veröffentlichte Katy Perry zwecks Promotion der Single auf Instagram ein Rezept für den "weltbesten Kirschkuchen", welches zudem mit Anspielungen an diverse Textzeilen gespickt ist. Wenige Tage später fuhr die Sängerin mitsamt ihrem Team in einem Truck auf den Times Square, um selbige Backware dort zu verteilen.
Katy Perry erhielt bereits kurz nach Ankündigung des Liedes negatives Feedback bezüglich der Wahl ihrer Kollaborationspartner, da Migos zuvor durch homophobe Bemerkungen über den Rapper iLoveMakonnen auffielen. Insbesondere in Anbetracht von Perrys eigener Vergangenheit als Pro-LGBT-Botschafterin und aufkommenden Gerüchten, Ariana Grande wäre als Feature vorgesehen gewesen, wurde die Musikerin kritisiert.

## Musik und Text
Bon Appétit ist ein Popsong, der durch eine eingängige Synthesizermelodie gekennzeichnet ist, die insbesondere während des Refrains zu tragen kommt. Die Strophen werden hingegen vorwiegend von gedämpften Drums unterlegt. Erst als beim zweiten Refrain selbiger wiederholt wird, setzt ein stampfender Beat ein. Katy Perry singt die ersten beiden Strophen und den Refrain, während die Mitglieder von Migos die dritte Strophe rappen und Quavo ab dem zweiten Vers Background Vocals zum besten gibt. Inhaltlich verwendet das Lied doppeldeutige, essensbezogene Zeilen als kulinarische Euphemismen für Cunnilingus. So sagt die Sängerin, sie wäre wie ein Buffet ausgebreitet oder würde selbst Teil des Menüs sein.

## Musikvideo
Zu Beginn des unter der Regie von Dent De Cuir entstandenen Videoclips zu Bon Appétit ist zu sehen, wie der Titel mittels Spritzbeutel durch Zuckerguss auf einen Teig geschrieben wird, ehe Neonröhren eingeblendet werden, die die Abkürzung "NSFW" bilden. Danach wird gezeigt, wie Katy Perry – oftmals in comichafter Slapstickmanier – zubereitet wird. Nachdem sie aus einer Frischhaltefolie ausgepackt wird, werden ihr Rücken und ihre Beine während einer Massage mit Mehl eingerieben und (physikalisch unmöglich) wie ein Teig geknetet. Später sitzt sie in einer Szene in einem riesigen Suppentopf, der an einen Whirlpool erinnert, ehe in einer anderen ihr Haarzopf abgeschnitten, ihre Zunge flambiert und ihre Haut mit Bratensaft eingestrichen wird. Mit Gemüse garniert und nun offenbar servierfertig wird die noch lebende Katy Perry in ein Zimmer gefahren und zu einer Tischrunde gebracht. Auch Migos befinden sich im selben Raum, sie sitzen jedoch, große Bündel mit Bargeld bei sich tragend, separat an einem anderen Tisch. Als die Musikerin eine Glocke läutet, bewegen Migos eine Adler-Statue und die Mitglieder der Tischrunde werden per Mechanismus an ihre Stühle gefesselt. Plötzlich richtet sich Perry auf und beginnt, als sich eine Metallstange aus dem Tisch erhebt, einen Poledance, während den Gästen von den Köchen die Augen verbunden werden. In der letzten Szene sieht man die Sängerin mit Messer und Gabel an einem Tisch sitzen, auf dem sich ein Kuchen befindet, aus dem Körperteile ragen.

## Kritik
Die Kritiken zu Bon Appétit fielen stark unterschiedlich aus. Positive Kritiken fanden, der Song stelle eine zwar wenig subtile, aber spaßige Party-Nummer dar; er wäre auch durch seine Wortspiele die Art von Lied, die Perry am besten beherrsche. Besonders gelobt wurden auch die auf positive Weise alberne Prämisse des Liedes und sein Comedy-Charakter sowie der Gastpart von Migos. Es wäre ein "selbstbewusster, süchtigmachender" Sommerhit, dem insbesondere die Mitarbeit von Max Martin zugute komme. Negative Kritiken verrissen hingegen die Oralsex-Metaphern, beziehungsweise die mangelnde Feinarbeit und "reichlich plumpe" Vorgehensweise bei der Ausarbeitung dieser. Derselbe Witz würde sich im gesamten Lied ständig wiederholen und von vornherein zu abgedroschen und kitschig gemacht sein, sodass er irgendwann unangenehm werde und die Lust auf Oralsex sogar verderbe.

## Kommerzieller Erfolg

### Chartplatzierungen
| ChartsChartplatzierungen       | Höchstplatzierung | Wochen |
| ------------------------------ | ----------------- | ------ |
| Deutschland (GfK)              | 47 (10 Wo.)       | 10     |
| Österreich (Ö3)                | 64 (8 Wo.)        | 8      |
| Schweiz (IFPI)                 | 36 (11 Wo.)       | 11     |
| Vereinigte Staaten (Billboard) | 59 (6 Wo.)        | 6      |
| Vereinigtes Königreich (OCC)   | 37 (9 Wo.)        | 9      |

### Auszeichnungen für Musikverkäufe
| Land/Region                  | Auszeichnungen für Musikverkäufe (Land/Region, Auszeichnung, Verkäufe) | Verkäufe  |
| ---------------------------- | ---------------------------------------------------------------------- | --------- |
| Australien (ARIA)            | Platin                                                                 | 70.000    |
| Brasilien (PMB)              | Diamant                                                                | 160.000   |
| Deutschland (BVMI)           | Gold                                                                   | 200.000   |
| Frankreich (SNEP)            | Gold                                                                   | 66.666    |
| Italien (FIMI)               | Platin                                                                 | 50.000    |
| Kanada (MC)                  | Gold                                                                   | 40.000    |
| Mexiko (AMPROFON)            | Platin                                                                 | 60.000    |
| Neuseeland (RMNZ)            | Gold                                                                   | 15.000    |
| Norwegen (IFPI)              | Gold                                                                   | 30.000    |
| Polen (ZPAV)                 | Gold                                                                   | 25.000    |
| Vereinigte Staaten (RIAA)    | Platin                                                                 | 1.000.000 |
| Vereinigtes Königreich (BPI) | Gold                                                                   | 400.000   |
| Insgesamt                    | 7× Gold · 4× Platin · 1× Diamant ·                                     | 2.116.666 |

Hauptartikel: Katy Perry/Auszeichnungen für Musikverkäufe